# ۵۰۰ آلبوم برتر تمام دوران‌ها
۵۰۰ آلبوم برتر تمام دوران عنوان یکی از شماره‌های ویژه مجله رولینگ استون بود که در سال ۲۰۰۳ منتشر شد و یک کتاب مرتبط با آن در سال ۲۰۰۵ نیز منتشر گردید. این لیست براساس رای موزیسین‌های منتخب، منتقدان موسیقی و برخی تهیه‌کنندگان موسیقی تهیه شده و تاکنون چند بار ویرایش شده است.

## بازخورد
منتقدان لیست ها را متهم کرده اند که وزن نامتناسبی به هنرمندان از نظر نژاد و جنسیت اختصاص داده اند. در فهرست اصلی، بیشتر انتخاب‌ها آلبوم‌های گروه بیتلز بودند که در بالاترین جایگاه، آلبوم گروهبان فلفل از این گروه قرار داشت؛ با این حال در ویرایش های بعدی، خصوصا در آخرین ویرایش در سال ۲۰۲۰ که تغییرات زیادی نیز در آن انجام گرفت، هنرمندان زن و سیاه پوستان بیشتری در فهرست قرار گرفتند اما باز هم مورد انتقاد قرار گرفت.

## آمار لیست

### تعداد آلبوم‌ها در هر دهه
| دهه      | تعداد آلبوم‌ها | درصد  |
| -------- | ------------- | ----- |
| دهه ۱۹۵۰ | ۲۹            | ۵٫۸٪  |
| دهه ۱۹۶۰ | ۱۲۶           | ۲۵٫۲٪ |
| دهه ۱۹۷۰ | ۱۸۳           | ۳۶٫۶٪ |
| دهه ۱۹۸۰ | ۸۸            | ۱۷٫۶٪ |
| دهه ۱۹۹۰ | ۶۱            | ۱۲٫۲٪ |
| دهه ۲۰۰۰ | ۱۳            | ۲٫۶٪  |

| دهه      | تعداد آلبوم‌ها | درصد  |
| -------- | ------------- | ----- |
| دهه ۱۹۵۰ | ۱۰            | ۲٫۰٪  |
| دهه ۱۹۶۰ | ۱۰۵           | ۲۱٫۰٪ |
| دهه ۱۹۷۰ | ۱۸۶           | ۳۷٫۲٪ |
| دهه ۱۹۸۰ | ۸۴            | ۱۶٫۸٪ |
| دهه ۱۹۹۰ | ۷۳            | ۱۴٫۶٪ |
| دهه ۲۰۰۰ | ۴۰            | ۸٫۰٪  |
| دهه ۲۰۱۰ | ۲             | ۰٫۴٪  |

| دهه      | تعداد آلبوم‌ها | درصد  |
| -------- | ------------- | ----- |
| دهه ۱۹۵۰ | ۹             | ۱٫۸٪  |
| دهه ۱۹۶۰ | ۷۴            | ۱۴٫۸٪ |
| دهه ۱۹۷۰ | ۱۵۷           | ۳۱٫۴٪ |
| دهه ۱۹۸۰ | ۷۱            | ۱۴٫۲٪ |
| دهه ۱۹۹۰ | ۱۰۳           | ۲۰٫۶٪ |
| دهه ۲۰۰۰ | ۵۰            | ۱۰٫۰٪ |
| دهه ۲۰۱۰ | ۳۶            | ۷٫۲٪  |